# Spiralling
«Spiralling» (en español Girando en espiral) es el primer sencillo del álbum Perfect Symmetry, de la banda británica Keane. La canción fue regalada a los seguidores de la banda durante la semana del 4 al 11 de agosto de 2008. El día 12 se puso a la venta en iTunes y otras tiendas de música digital, en la mayor parte de Europa, alcanzando el puesto 8 de descargas.
La versión regalada a los fanes, la de los CD promocionales, y la que se encuentra a la venta en iTunes es la edición para radio, siendo la versión del álbum más larga.
El 6 de octubre de ese año recibió el premio Q Award a mejor canción del año.